# 麻辣一家親
《麻辣一家親》是2006年東森綜合台八點檔電視劇，2006年6月2日首播，2006年9月28日正式播畢，全劇共100集。

## 播出時間

### 首播
| 頻道                            | 所在地 | 播映日期       | 播出時間             |
| ------------------------------- | ------ | -------------- | -------------------- |
| 東森綜合台 （數位頻道同步播出） | 臺灣   | 2006年6月2日起 | 週一～週四20：00播出 |

### 重播
| 頻道                            | 所在地 | 播映日期       | 播出時間             |
| ------------------------------- | ------ | -------------- | -------------------- |
| 東森綜合台 （數位頻道同步播出） | 臺灣   | 2006年6月3日起 | 週一～週五13：00播出 |

## 剧情介绍
這是一個關於愛情、親情的故事。江家老爸江一郎原本是電視圈中小有名氣的編劇，偶爾手癢，也會跳下去導導戲。一個女人看上了江一郎，於是不顧家人反對，毅然決然嫁給江一郎…這一段不被祝福的婚姻，果然沒有美好結局，但也沒有發生悲劇。

## 演員陣容

### 江家
| 演員   | 角色     | 介紹 |
| 檢 場  | 江一郎   | 江家男主人，過氣編導、製作人，三喜傳播總經理。自從與曾滿足結婚後江郎才盡，再無得獎作品及熱銷之劇本，非常怕老婆。                                                   |
| 包偉銘 | 江英雄   | 江一郎弟，三喜傳播製片。有過三段婚姻，現在是第四段，追女生功力一流，擅以甜言蜜語及各種承諾吸引女人，但多為打腫臉充胖子，也因此負債累累。                           |
| 藍心湄 | 江曾滿足 | 江家女主人，三喜傳播董事長。年輕時因欣賞江一郎之才華嫁給他，無奈江一郎卻從此江郎才盡。                                                                             |
| 柯叔元 | 江有平   | 江家老二，三喜傳播創意總監，導演。外表帥氣、甜言蜜語、加上導演的身分讓不少女生拜倒在其西裝褲下，不過在遇見余自強後，江有平竟然反常地想要穩定下來。江有平跟溫柔結婚 |
| 白吉勝 | 江有傑   | 江家老三，網拍專家兼地攤王子。眼中只有錢，什麼都賣、什麼都不奇怪，口才極佳，死的都能說成活的，表面上愛錢吝嗇，卻也有善良的一面。                                   |
| 孫 鵬  | 江有為   | 江家大哥，獸醫。為人老實，有點迂，因此交不太到女朋友，到了三十多歲還是處男一個。                                                                                   |
| 曹 蘭  | 曹美人   | 英雄之妻（第四任）。為大陸籍新娘，年輕時曾在共青團中學得十八般武藝，遠渡重洋來台灣嫁給江英雄。                                                                     |
| 陳淑芳 | 江五妹   | 江一郎母。心繫三個孫子的幸福，想盡辦法、用盡心機欲讓江家三兄弟早日成婚。與江曾滿足向來不睦，兩人間有嚴重的婆媳問題。                                               |

### 吳家
| 演員   | 角色   | 介紹 |
| 康 丁  | 吳六兩 | 吳莉香爺爺。與江五妹一同促成江有為與吳莉香的婚姻。 |
| 梁又琳 | 吳莉香 | 江家未來長媳。在戲劇的一開始以長相不佳（後來在嚴重車禍後整形成美女）但心地單純善良的形象出現，因為小學時的｢棒棒糖事件｣而深深愛上替他出頭的江有為，且為了保護棒棒糖又練成了力大如牛的力氣。 |

### 莫家
| 演員   | 角色   | 介紹                                                                                                   |
| 林立洋 | 莫 名  | 極有才華又得獎無數的糕餅師傅，其前妻與吳莉香神似，在與吳莉香意外相識後曾教她製作糕餅，並決心向她求婚。 |
| 王欣逸 | 莫鯊魚 | 在吳莉香離家出走時意外撞見的小孩，擁有超齡的話術，因母親早逝而渴望擁有吳莉香的母愛。                   |

### 高家
| 演員   | 角色   | 介紹 |
| 屈中恒 | 高大仁 | 溫柔前夫，小丸子的父親。先前曾經與自己在大陸投資之公司裡面一位會計小姐發生婚外情，因此拋妻棄子與溫柔離婚。後來在溫柔接掌三喜傳播後，利用小丸子對己的孺慕之情藉故住在江家，但實為欠債無路可去，並藉機向江有傑詐騙。表面上是一個生意大、人脈廣的老闆，實際上是個生意失敗、走投無路，鋌而走險大行詐騙之台商。 |
| 宋新妮 | 溫 柔  | 三喜傳播新任總監。高大仁前妻，江有為小學同學，育有小丸子一女。在職場上個性堅強、講求效率與紀律、精打細算不浪費額外預算，但私底下丟三落四，像個生活白癡，需要小丸子體貼又細心的照料。溫柔跟江有平結婚 |
| 鄭禹瑄 | 小丸子 | 溫柔的女兒，期盼有個完整的家庭，希望母親溫柔能原諒高大仁，夫妻倆破鏡重圓。 |

### 其他演員
| 演員   | 角色   | 介紹 |
| 張本渝 | 余自強 | 女性主義專欄作家，江英雄前妻(第一任)郝雙雙所生之女兒，與江家無直接血緣關係。在結束與James的感情後，療癒情傷的過程中，漸漸與江有平相戀。                            |
| 馮媛甄 | 朱雪娥 | 本名朱雪娥，是吳莉香從小學到高中的同班同學兼好姊妹。藝名朱珍珍，暱稱小卡。極度喜歡賣弄風騷，一心想成為大明星，並且嫁入豪門，在見錢眼開方面與江有傑可說是天生佳偶。 |
| 王瞳   | 金莎莎 | 本名金莎，是馬來西亞拿督的女兒，因為不滿家裡而逃家，遇到江有傑之後硬是住進江家，但在和江有傑吵架的過程中也似乎和江有傑吵出了感情。                                 |

### 客串演員
| 演員   | 角色   | 介紹 |
| 趙駿亞 | JAMES  | 電視公司小開，余自強在美國留學時的前男友。 |
| 洪誠陽 | 秘 書  | 王董秘書。 |
| 劉福助 | 王 董  | 董事長。 |
| 江冠宏 | 阿 三  | 是江家所在地的管區警察，擅長模仿且有點迷糊的個性使他常常被起鬨並搧動成功，容易被利用，但其實內心非常具有正義感，執勤認真、正直又善良。經手過有關江家的案件有「Monica詐欺案」、「江有為『肇事逃逸』案」，同時也是江有傑擺地攤做生意的最大天敵。曾與溫柔相親但失敗。 |
| 阿 龐  | 樓書桓 | 吳莉香的青梅竹馬。 |
| 孫 鵬  | 金侯亞 | 馬來西亞拿督，金莎莎的父親，由於長得很像江家長子江有為，而被江家人誤認而鬧出笑話。 |
| 葛 蕾  | 郝雙雙 | 江一郎前女友、江英雄第一任妻子、余自強母親。郝雙雙是江一郎在與曾滿足交往前所結交的女朋友，在結束與江一郎感情後一度結婚生子並產下余自強，其後又與江英雄結婚。 |
| 許效舜 | 曾國棟 | 曾滿足父親，同時也是江五妹的小學同學。曾為海軍陸戰隊兩棲特戰偵搜營士官長，對男性晚輩的體格要求相當嚴格，若通不過考驗會被他嘲笑為娘娘腔。 |
| 劉 真  | 老 師  | 舞蹈老師。 |

## 電視劇歌曲
| 曲別   | 歌名         | 演唱者         | 作詞           | 作曲           |
| 片頭曲 | 馬德里不思議 | 蔡依林         | 黃俊郎         | 陳孟奇         |
| 片尾曲 | 一切隨緣     | 黃思婷         | 彭莉           | 彭莉           |
| 片尾曲 | 就是愛       | Et Star        |                |                |
| 片尾曲 | 泡沫         | 張涵雅、張芷榕 | 張涵雅、張芷榕 | 張涵雅、張芷榕 |

## 電視節目的變遷
| 東森綜合台 星期一至星期四20:00~22:10 | 東森綜合台 星期一至星期四20:00~22:10   | 東森綜合台 星期一至星期四20:00~22:10 |
| ------------------------------------ | -------------------------------------- | ------------------------------------ |
|                                      | 麻辣一家親 （2006.06.02 - 2006.09.28） |                                      |
| 愛情機器                             | 無                                     |                                      |